# Triplectides mariannae
Triplectides mariannae là một loài Trichoptera trong họ Leptoceridae. Chúng phân bố ở miền Australasia.